# Pikes Hotel
Pour les articles homonymes, voir Pikes (homonymie).
Le Pikes Hotel, maintenant connu sous le nom de Pikes Ibiza, est un hôtel sur l'île d'Ibiza, dans les Baléares. Bâtisse en pierre du XVe siècle d'un ancien domaine agricole, il est transformé en hôtel en 1978 par l'Australien d'origine britannique Anthony Pike (Tony).
Le lieu, cité comme l'un des hôtels les plus célèbres ou infâmes de l'île, développe une réputation notoire pour l'hédonisme dans les années 1980, et se voit associé au fait d'être un terrain de jeu pour les riches et célèbres. Il devient connu après avoir été le lieu de tournage du hit de 1983 de Wham! Club Tropicana puis pour avoir reçu le 41e anniversaire de Freddie Mercury quatre ans plus tard, cité comme l'une des fêtes les plus somptueuses jamais organisées à Ibiza.
Dans les années 1990, l'hôtel tombe dans les difficultés et après que le fils d'Anthony Pike est assassiné en 1998 en tentant de le vendre, l'établissement est cédé à l'entreprise Ibiza Rocks, qui possède également des clubs sur l'île et l'hôtel Ibiza Rocks dans la ville voisine.

## Historique

### Préambule: Tony Pike
Anthony John Pike nait le 22 février 1934 à Waltham Cross. Brutalisé par un de ses frères, il quitte sa famille à quinze ans et rejoint la marine marchande, arrive en Australie où il se fait naturaliser. Il s'y marie trois fois et multiplie les petits boulots les plus variés, sans succès puis des affaires florissantes à vendre des autocollants. Il part sur un bateau de la marine espagnole et arrive un peu par hasard à Ibiza.

### L'hôtel
Anthony (Tony) Pike arrive à Ibiza le 1er juin 1978. Il loue une finca pendant trois mois au cours desquels il rencontre sa prochaine partenaire Lyn. Ensemble, ils achètent une finca abandonnée du XVe siècle en mauvais état, appelée « Can Pep Toniet » (« le domaine du petit Tony » en catalan d'Ibiza) dans le village de Sant Antoni de Portmany et décident de la rénover en hôtel, nommé au départ le San Antonio hotel. Tony, avec Lyn et ses deux fils, sans argent, font la plupart du travail eux-mêmes et sans permis de construire. Le 4 juillet 1980 l'hôtel ouvre avec seulement deux chambres. Deux ans plus tard ce seront cinq chambres et un hôtel renommé « Pikes Hotel ». Bo Palk, le directeur général de MGM Studios, s'enregistre à l'hôtel. Une connaissance de Bo Palk, Simon Napier-Bell, lui rend visite à l'hôtel tout en recherchant un lieu de tournage vidéo. 
Le clip de Club Tropicana de Wham! est tourné à l'hôtel en 1983. La vidéo est réalisée par Duncan Gibbins (en) avec George Michael, le chanteur principal du groupe et de son collègue Andrew Ridgeley et de leurs choristes Dee C. Lee et Shirlie Holliman. Le scénario voit George Michael se détendre avec les garçons au bord de la piscine en sirotant des cocktails. Tony Pike fait plusieurs petites apparitions dans la vidéo, dont au début du clip et en tant que barman dans l'une des scènes. Le succès de la vidéo, surtout sur MTV, et le statut de Wham! à l'époque ont fortement servi à recommander le Pike's Hotel dans les cercles de l'industrie de la musique ; en peu de temps, l'hôtel attire d'autres stars et personnalités,. Tony Pike écrit : « je ne pouvais pas imaginer l’importance que le clip de Wham! aurait dans ma vie, tant personnelle que professionnelle ».
Dans les années 1980, les autorités d'Ibiza deviennent préoccupées par les orgies sauvages et la circulation de drogues qui se déroule à l'hôtel ; ils se montrent particulièrement préoccupés surtout par la forte consommation de cocaïne. La guardia civil débarque régulièrement. L'hôtel devient sur l'île le lieu pour finir la fête ; de nombreux DJ officient,, pour certaines « soirées les plus légendaires ».
En 1987, Freddie Mercury célèbre son 41e anniversaire à l'hôtel Pikes, plusieurs mois après avoir découvert qu'il avait contracté le sida. Le chanteur de Queen est un ami proche de Tony Pike. La fête, qui se tient le 5 septembre 1987 et dure trois jours. Elle est décrite comme « l'exemple le plus incroyable d'excès que l'île méditerranéenne ait jamais vu », et « la fête la plus somptueuse que Pike ait jamais organisée »,. Fête légendaire, avec une liste d'invités célèbres d'environ 500 personnes, et jusqu'à 700 personnes au total, dont Julio Iglesias habitué de l'hôtel, Grace Jones, Jean-Claude Van Damme, Kylie Minogue, Anthony Quinn, Bon Jovi, Boy George, Tony Curtis, Robert Plant, Naomi Campbell ou Steve Norman. Une caractéristique notable de la fête reste ses milliers de ballons à l'hélium dorés et noirs qui auraient été gonflés durant trois jours et prennent feu durant la soirée, ainsi qu'un grand feu d'artifice à la fin qui est vu jusqu'à Majorque. 350 bouteilles de champagne Moët & Chandon et un gâteau en forme de cathédrale de la Sagrada Familia sont fournis pour la fête, bien que le gâteau d'origine se soit effondré durant son transport en avion. La cocaïne est omniprésente,. La facture, qui comprend 232 verres cassés, est présentée au responsable du groupe Queen, Jim Beach (en).
Dans les années 1990, l'hôtel commence à perdre sa réputation et une lente baisse de popularité débute. La concurrence à Ibiza est féroce et l'établissement fait face à nombre d'ouvertures. En 1995 il apprend qu'il a le sida. Trois ans plus tard, Tony Pike met l'hôtel en vente. Il signe un accord pour le vendre au producteur de télévision italien Enrico Forti. Son fils, Anthony Dale Pike, s'envole pour Miami, pour s'occuper d'Enrico Forti en personne, son père malade n'étant pas en état. Anthony Dale Pike est tué dans des conditions incertaines le 16 février 1998, abattu de deux balles dans la tête et son corps jeté dans la nature. En juin 2000, Enrico Forti est finalement reconnu coupable du meurtre d'Anthony Dale Pike à Miami. Il purge une peine de prison à vie à l'établissement correctionnel des Everglades en Floride. En Italie, le verdict reste considéré comme une erreur judiciaire, en raison de l'absence de motif valable et de preuves solides,.
Tony Pike vend ensuite l'hôtel à Ibiza Rocks en 2008. À l'été 2011, le Pikes Hotel est relancé sous le nom d'« Ibiza Rocks House ». L'hôtel, sous la propriété d'Andy McKay et Dawn Hindle, le partenariat derrière les marques Ibiza Rocks, Ibiza Rocks Hotel et Mallorca Rocks, est restauré avec un nouveau décor, tout en essayant de maintenir son image rock'n'roll de ses années « Pike ». Il compte une vingtaine chambres et suites, et un restaurant nommé « Room 39 ».  Les nouveaux propriétaires font, durant un temps, de Tony Pike le premier résident à temps plein de l'hôtel où il vit en permanence dans la chambre no 25. Il meurt le 23 février 2019 d'un cancer de la prostate,.

## Reconnaissance
L'établissement comme la personne de Tony Pike, « le pionnier de la fête à Ibiza » et « surnommé le Hugh Hefner des Baléares » par Boy George, disposent d'une réputation importante sur l'île. Son hôtel, « paradis hédoniste »,, « a aussi laissé une empreinte indélébile sur la culture de l’île blanche », . Nombre d'histoires liées au lieu tiennent de la légende ou n'ont jamais été confirmées.